# Old Man Mose
Ne doit pas être confondu avec Go Down Moses.
Pour les articles homonymes, voir Old Man et Moïse (homonymie).
Clip vidéo
[vidéo] « Louis Armstrong - Old Man Mose », sur YouTube
Old Man Mose ou Ol' Man Mose (le vieux Moïse, en anglais) est un standard de jazz hot jazz swing américain, écrit par Louis Armstrong et composé par Zilner Randolph (en),, enregistré chez Decca Records en 1935.

## Historique
Louis Armstrong connait un succès de star américaine de jazz internationale à partir de la fin des années 1920. Il écrit et enregistre ce titre hot jazz scat de l’ère du jazz et du swing de big band jazz des années 1930, accompagné au piano stride et avec sa trompette (inspiré du jazz Nouvelle-Orléans Early Jazz et gospel de sa Nouvelle-Orléans natale). 

## Reprise
Ce standard de jazz est repris en particulier par Bob Crosby (1936), Eddy Duchin (en) (1938), Betty Hutton (1939), Louis Jordan (1947), Louis Prima (1960), Ella Fitzgerald (1963), Gunhild Carling (2017)...

## Cinéma
- 1939 : Public Jitterbug No. 1 (court métrage) interprété par Betty Hutton[5]
- 1951 : Teresa Brewer and the Firehouse Five Plus Two (court métrage) interprété par Teresa Brewer[6]